# Lecidea septentrionalis
Lecidea septentrionalis är en lavart som beskrevs av Theodor 'Thore' Magnus Fries. Lecidea septentrionalis ingår i släktet Lecidea, och familjen Lecideaceae. Arten är reproducerande i Sverige.